# دوري الدرجة الأولى الأرجنتيني 1929
دوري الدرجة الأولى الأرجنتيني 1929 (بالإسبانية: Campeonato de Primera División 1929)‏ هو الموسم 3 من دوري الدرجة الأولى الأرجنتيني. أشرف على تنظيمه اتحاد الأرجنتين لكرة القدم، وكان عدد الأندية المشاركة فيه 35، وفاز فيه جيمناسيا لابلاتا.